# Vítod
Vítod (Polygala) je rod vytrvalých rostlin z čeledi vítodovitých, ve které je řazen do podčeledi Polygaleae. Rod je tvořen asi 350 druhy. Bývá jako okrasná rostlina pěstován pro líbivé květy, které mohou mít barvu bílou, nazelenalou, narůžovělou, růžovou, krémovou, lila, purpurovou, červenofialovou, fialovou nebo modrou. Jeho výhodou jsou i neopadavé, stále zelené listy.

## Rozšíření
Rod je rozšířen, vyjma Nového Zélandu a arktických oblastí, téměř po celé zeměkouli, nejvíce druhů roste v Americe a v Africe. Rostliny rodu vítod obvykle nejsou náročné na kvalitu půdy ani klimatické podmínky, jsou poměrně plastické a přizpůsobivé. Od teplého tropického pásma až po studenou arktickou oblast si jednotlivé druhy našly neobsazenou niku vhodnou k životu a přizpůsobily se místním podmínkám.

## Popis
Vytrvalé, stálezelené, nízké rostliny s jednoduchými, řídce rozvětvenými lodyhami které bývají přímé, vystoupavé nebo poléhavé, lysé nebo řídce chlupaté. Listy jsou jednoduché, bez palistů, celokrajné a jedno nebo třížilové. Lodyžní listy vyrůstající střídavě bývají kopinaté až čárkovité, po obvodě celistvé a obvykle oboustranně lysé. U některých druhů spodní listy vytvářejí listovou růžici.
Oboupohlavné, souměrné květy na krátkých stopkách vyrůstají v koncových či úžlabních květenstvích. Bývají to květenství hrozen, lata nebo klas a zpravidla jsou v době květu hustá a po odkvětu se prodlužují. Listeny jsou čárkovité až šídlovité a poměr jejich velikostí k velikosti květu je důležitým rozlišovacím znakem. Kalich je vytvořen ze tří vnějších, drobných, blanitých, žlutozelených lístků a dvou vnitřních (bočních) lístků (křídel). Koruna má pět lístků (někdy jsou dva zakrslé) srostlých do trubky, spodní lístek je člunkovitého tvaru a mívá delší výstupek roztřepený do přívěsku. V květu je osm tyčinek přirostlých ke stěně trubky. Gyneceum je synkarpní a semeník má dva oddíly po jednom vajíčku. Prodloužená čnělka je na konci lžícovitě rozšířena. Květy se opylují entomogamně. Ploidie bývá 2n = 34 nebo 68.
Plod je dvoupouzdrá, dvousemenná tobolka srdčitého až klínovitého tvaru s blanitým lemem, někdy je obalená vytrvalým kalichem. Semena, obsahující hodně endospermu, jsou podlouhlá až vejčitá, hnědočerná, chlupatá a mají přívěsek s tukem - masíčko.
Rostliny jsou morfologicky hodně variabilní, jejich vzhled závisí od místa kde rostou, jakou mají kvalitní půdu a kolik vláhy, nebo jak je osluněno stanoviště.

## Taxonomie
V přírodě České republiky se vyskytují tyto druhy:
- vítod douškolistý (Polygala serpyllifolia) Hosé
- vítod hořký (Polygala amara) L.
- vítod chocholatý (Polygala comosa) Schkuhr
- vítod nahořklý (Polygala amarella) Crantz
- vítod obecný (Polygala vulgaris) L.
- vítod ostrokřídlý (Polygala multicaulis) Tausch
- vítod větší (Polygala major) Jacq.
- zimostrázek alpský (Polygala chamaebuxus) L.[7]

## Význam
Z olejnatých semen v Africe rostoucího vítodu maselného (Polygala oleifera) se získává pokrmový tuk. Americký druh vítod senega (Polygala senega) se pěstuje jako léčivá rostlina, jeho kořen obsahuje látky usnadňující vykašlávání. Druhy vítod vápnomilný (Polygala calcarea), zimostrázek španělský (Polygala vayredae) a zimostrázek alpský (Polygala chamaebuxus) se používají jako okrasné rostliny především do skalek, mnohé další druhy nacházejí uplatnění v parcích a okrasných zahradách jako obruby okolo cest nebo na květinových zídkách.

## Galerie

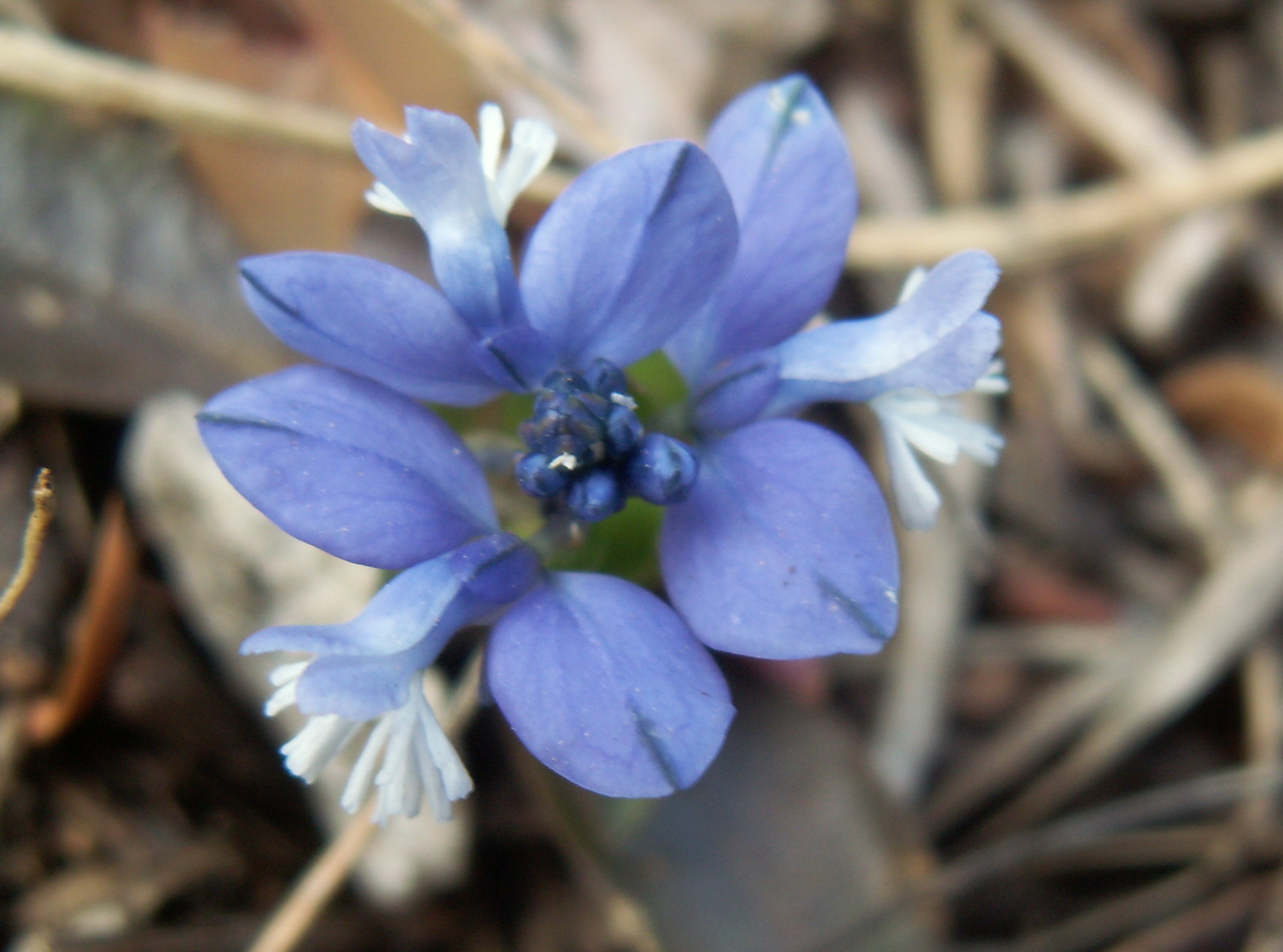
Vítod vápnomilný
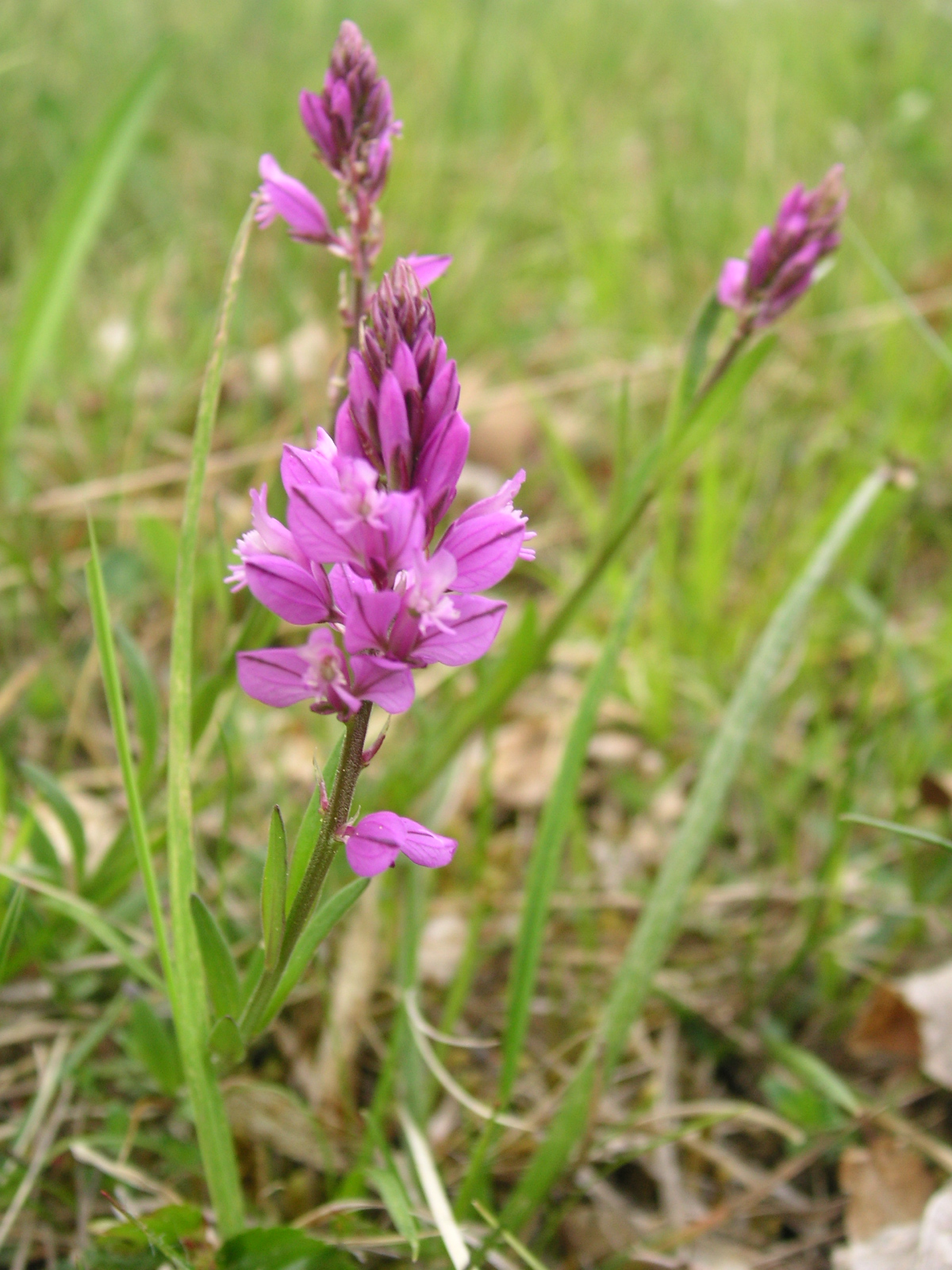
Vítod chocholatý
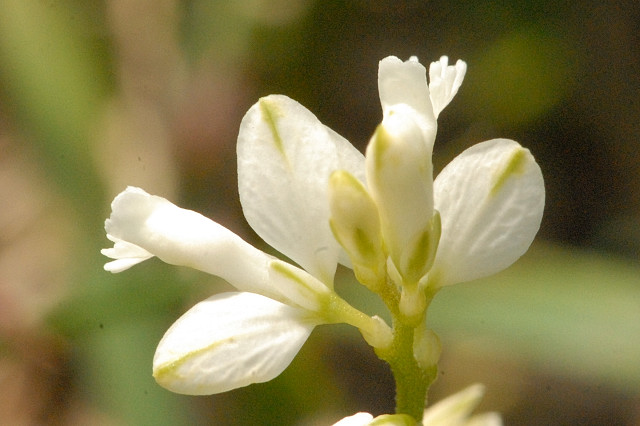
Vítod douškolistý
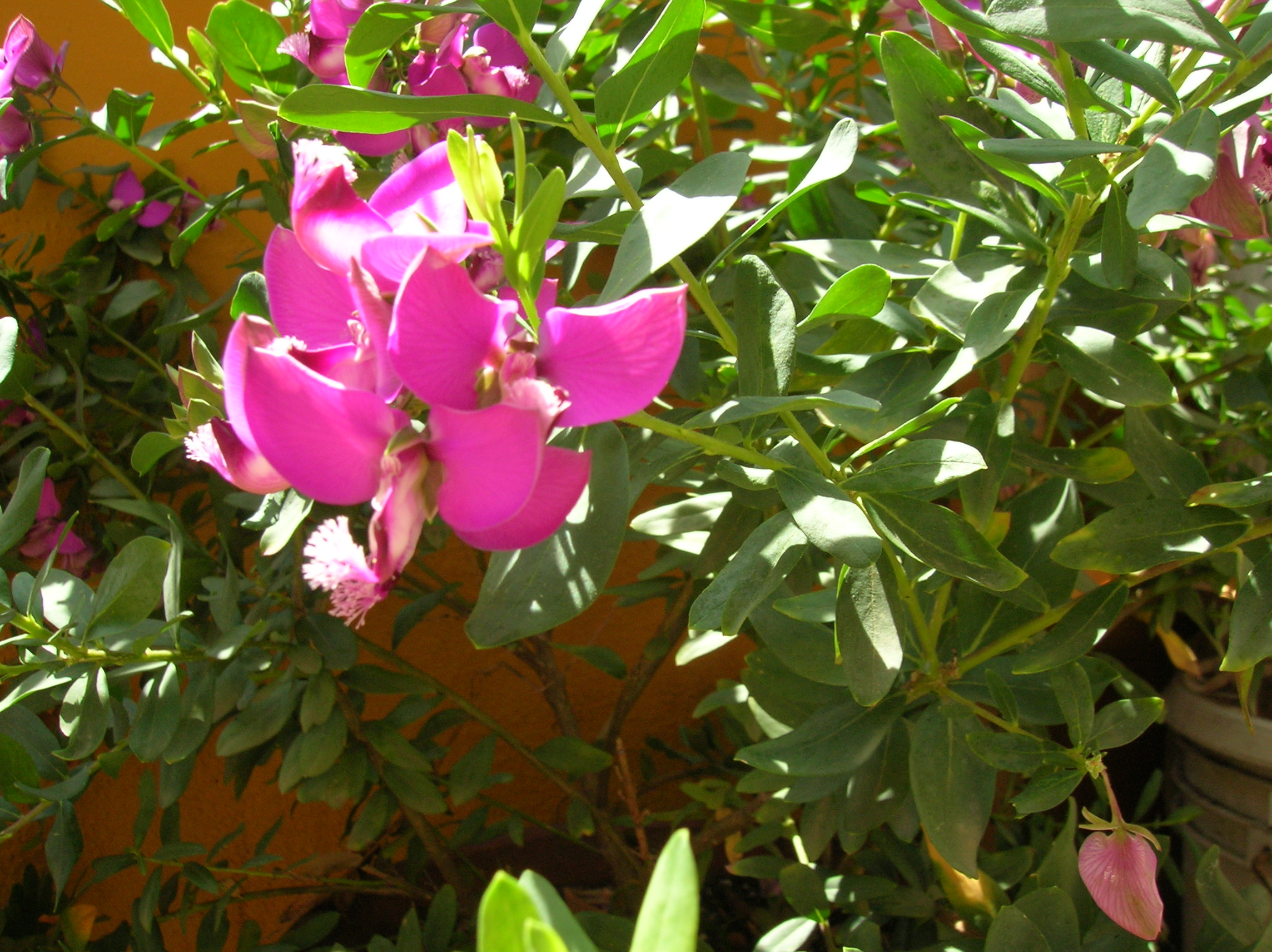
Vítod myrtolistý